# Max-Arnold Köttgen
Max-Arnold Köttgen (* 1958 in Münster) ist ein deutscher Jurist und Manager.

## Leben
Der gelernte Jurist arbeitete zunächst im Bezirk des Oberlandesgerichts Hamm als Rechtsanwalt. Es folgte eine Anstellung als Justiziar bei der R + T Gruppe. Im Anschluss war er als Sprecher der Geschäftsführung für RWE Entsorgung Nord tätig. 1996 wurde Köttgen Geschäftsführer der SKP Unternehmensverwaltung und wechselte 1998 in den Vorstand der Veolia Umweltservice AG.
2006 wurde Köttgen Geschäftsführer der M&A Hanse GmbH. 2010 folgte der Wechsel in den Vorstand des Recyclingunternehmens Remondis.
Er war seit dem 6. Februar 2018 Mitglied des Aufsichtsrats der HSV Fußball AG, die die Lizenzspielerabteilung des Hamburger SV betreibt. Seit dem 27. Mai 2018 war er als Aufsichtsratsvorsitzender tätig. Am 28. März 2020 trat Köttgen im Zuge der Freistellung des Vorstandsvorsitzenden Bernd Hoffmann aus dem Aufsichtsrat zurück.